# السنغافوريون الهنود
السنغافوريون الهنود (بالإنجليزية: Indian Singaporeans، بالأوكرانية: Індійці в Сінгапурі): هم السنغافوريون من أصل هندي أو جنوب آسيوي بشكل عام. إنهم يشكلون ما يقرب من 9.0% من سكان البلاد، مما يجعلهم ثالث أكبر إثنية في سنغافورة.